# Bertha I. (Kitzingen)
Bertha I. von Meranien († nach 1024) war zu Beginn des 11. Jahrhunderts Äbtissin des Benediktinerinnenklosters in Kitzingen. Zur Zeit der Bertha gelangte die Abtei an das neu gegründete Bistum Bamberg und verlor den Status als Reichsabtei.

## Das Kloster vor Bertha
Die Existenz der Äbtissinnen vor der Regierung der Bertha sind in der Literatur oftmals umstritten. Gesichert ist lediglich, dass die Abtei im 8. Jahrhundert entstand und wohl mit dem Adelsgeschlecht der Mattonen in Verbindung stand. Kitzingen ist als Reichskloster genannt und definierte sich über seine Verbindungen zum jeweils regierenden Herrschergeschlecht. Für die Nonnen besonders bedeutsam war die Tatsache, dass sich die Äbtissinnen des 10. Jahrhunderts immer wieder beim Papst und beim Kaiser dafür starkmachten, dass der Habit fortan aus schwarzer Kleidung bestehen sollte.

## Leben
Über das Leben der Bertha existieren kaum belastbare Fakten. Sie soll mit dem Herzogtum Meranien in Verbindung stehen. Diese Herkunft wurde allerdings von der modernen Geschichtswissenschaft als ahistorische Legende erkannt. Ähnlich sagenhaft gestaltet sich die Erzählung über die frühe Jugend der Bertha. Sie soll von ihren Eltern geraubt worden sein und wurde in einem Wald ausgesetzt. Dort säugten sie Bären und zogen sie groß, bis ihr Vater sie auf einem Jagdausflug in einem dichten Fell fand. Der hatte inzwischen ein Gelübde abgelegt: Er wollte nach Wiederauffinden seine Tochter zur Nonne machen.
Urkundlich belegt ist Bertha lediglich durch drei Dokumente. Am 1. November 1007 übergab Kaiser Heinrich II. dem neu gegründeten Bistum Bamberg die Abtei Kitzingen aus dem Reichsbesitz. Für die Nonnen bedeutete es einen tiefen Einschnitt, weil sie bisher nur dem Kaiser bzw. König Treue schwören mussten. Fortan lebten sie in einem Mediatkloster der Bamberger (Fürst-)Bischöfe. Heinrich sorgte auch dafür, dass der Bischof von Würzburg kirchliche Rechte über die Abtei ausüben durfte. Die Streitigkeiten zwischen Bamberg und Würzburg sollten die kommenden Jahrhunderte prägen. Im Gegenzug bestätigte der Kaiser der Abtei ihre Besitzungen noch im selben Jahr.
Im Jahr 1012 setzte sich Bertha außerdem für die Bestätigung des schwarzen Habits ein. Die Bischöfe von Würzburg und Bamberg bestätigten gemeinsam dem Kloster diese Tracht. Zuletzt wird Bertha im Jahr 1024 genannt. In einer Urkunde von Kaiser Konrad II. wurde die Schenkung des Kaisers Heinrich II. an das Bistum Bamberg bestätigt. Obwohl in den folgenden Jahrhunderten immer wieder Versuche unternommen wurden, die Abtei wieder reichsunmittelbar zu machen, blieb Kitzingen nun Teil des Bistums. Bertha starb nach 1024. Zu ihrer Nachfolgerin ernannten die Nonnen Sophia.